# Wish You Were Here (Avril Lavigne-dal)
A Wish You Were Here (magyarul: „Bárcsak itt lennél”) Avril Lavigne kanadai énekesnő harmadik kislemeze Goodbye Lullaby című albumáról. A dalt Avril Lavigne, Max Martin, valamint Shellback szerezte, és Max, illetve Shellback producerelte. A kislemez kiadási munkálataiban, a Epic, illetve az RCA Records vett részt. Avril a számot The Black Star Tour nevű turnéjával a világot járva szerezte. Az énekesnő elmondása szerint, a dal tökéletesen megmutatja sebezhetőbb, érzékenyebb oldalát.
A Wish You Were Here a pop-rock és a soft rock műfajba sorolható. A szám szövege egy szerelmes nő érzelmeit közvetíti, aki bármit megtenne azért, hogy újra láthassa a szerelmét. A dal nagyrészt pozitív kritikai fogadtatásban és értékelésben részesült. A dalhoz készített videóklipet Dave Meyers rendezte. 2011. szeptember 8-án mutatták be, a Avril Lavigne VEVO hivatalos YouTube oldalán.
A Wish You Were Here számos országban került a slágerlista legjobb tíz száma közé, többek között a Fülöp-szigeteken, Tajvannon, Belgiumban, és Dél-Koreában. Az Egyesült Államokban a nyolcvanegyedik helyen debütált a Billboard Hot 100-as listáján.
| (angolul) "Damn, Damn, Damn What I'd do to have you here, here, here I wish you were here. Damn, Damn, Damn What I'd do to have you near, near, near I wish you were here." | (magyarul)„ A fenébe, a fenébe, a fenébe Mit meg nem tennék azért, hogy itt, itt, itt legyél Azt kívánom, bárcsak itt lennél. A fenébe, a fenébe, a fenébe Mit meg nem tennék azért, hogy a közelben, közelben, közelben legyél Azt kívánom, bárcsak itt lennél.” |
| – Részlet a dalból | |

## Háttér
Avril egy telefonos interjú során megerősítette, hogy Wish You Were Here című dal lesz a harmadik kislemeze a Goodbye Lullaby című nagylemezén. Az énekesnő az interjú során hangoztatta, hogy a dal tökéletesen megmutatja érzékenyebb, kiszolgáltatott oldalát. Később az MTV News-nak adott interjújában, a művésznő beszélt Max Martin-nal való közös munkájáról.
Néhány igazán kedves dolog, ami igazán sokat jelentett nekem. Életemben már sok emberrel dolgoztam, és ő egy művész, aki nagyon érzékeny is. Mi ketten együtt igazán különleges dalokat írtunk. Eleinte elég nehéz együtt dolgozni egy új zenei producerrel. Mikor bementem a stúdióba, és elénekeltem a Wish You Were Here-t, Max felállt és afféle 'Örülök hogy itt vagy' érzésem volt. Ez számomra nagyon különleges pillanat volt, amikor úgy éreztem hogy megértett engem, és én is megértettem őt. Összeállásunk ideje nagyon fontos volt. És tényleg varázslatos út áll előttünk. Ő édes.

## Kritikai fogadtatás
A dalt összességében pozitívan értékelték a zenekritikusok. A CBS News honlapján az volt olvasható, hogy a videóklip jobb lett volna, ha Avril exférje, Deryck Whibley is szerepet kapott volna. Ezt leszámítva alapvetően pozitív értékelést kapott. Jody Rosen a Rolling Stone magazin írónője is pozitív értékelést ismertetett. Stephen Thomas Erlewine az AllMusic-tól úgy érezte, „a kislemez [..] a Goodbye Lullaby című album fénypontja.” Al Fox a BBC Music-tól úgy találta: ez az a dal, ami az énekesnő valódi érzéseit a felszínre hozza. Robert Copsey a Digital Spy magazin szerkesztője, arra a következtetésre jutott, hogy a dal alapja Avril életének válási időszaka.
Ellentétben a Spin Magazine írójától Mikael Wood-tól, aki negatív értékelést közölt a Wish You Were Here-ről. „...Leírva Avril összes dala beleértve a Wish You Were Here is szörnyű – régimódi kölyök punk hercegnős, sivár stílussal.” Jonathan Keefe a Slant Magazine-tól sem volt elragadtatva a számtól.

## Videóklip

### A videó készítése és bemutatása
2011. augusztus 9-én az énekesnő hivatalos oldalára képeket tett közzé, a dal videóklipjének forgatásáról. Avril azt is kifejtette, hogy harmadik kislemezének videóklipje, teljes mértékben különbözik első kettő kislemezének videóklipjétől. A dalhoz készült videóklip rendezője Dave Meyers volt. 2011. szeptember 8-án hivatalos Facebook és Twitter oldalán bejegyzést írt, videóklipje hivatalos megjelenése kapcsán. A videóklip bemutatásának premierje, a Avril Lavigne VEVO hivatalos YouTube oldalán történt meg.

### A klip története

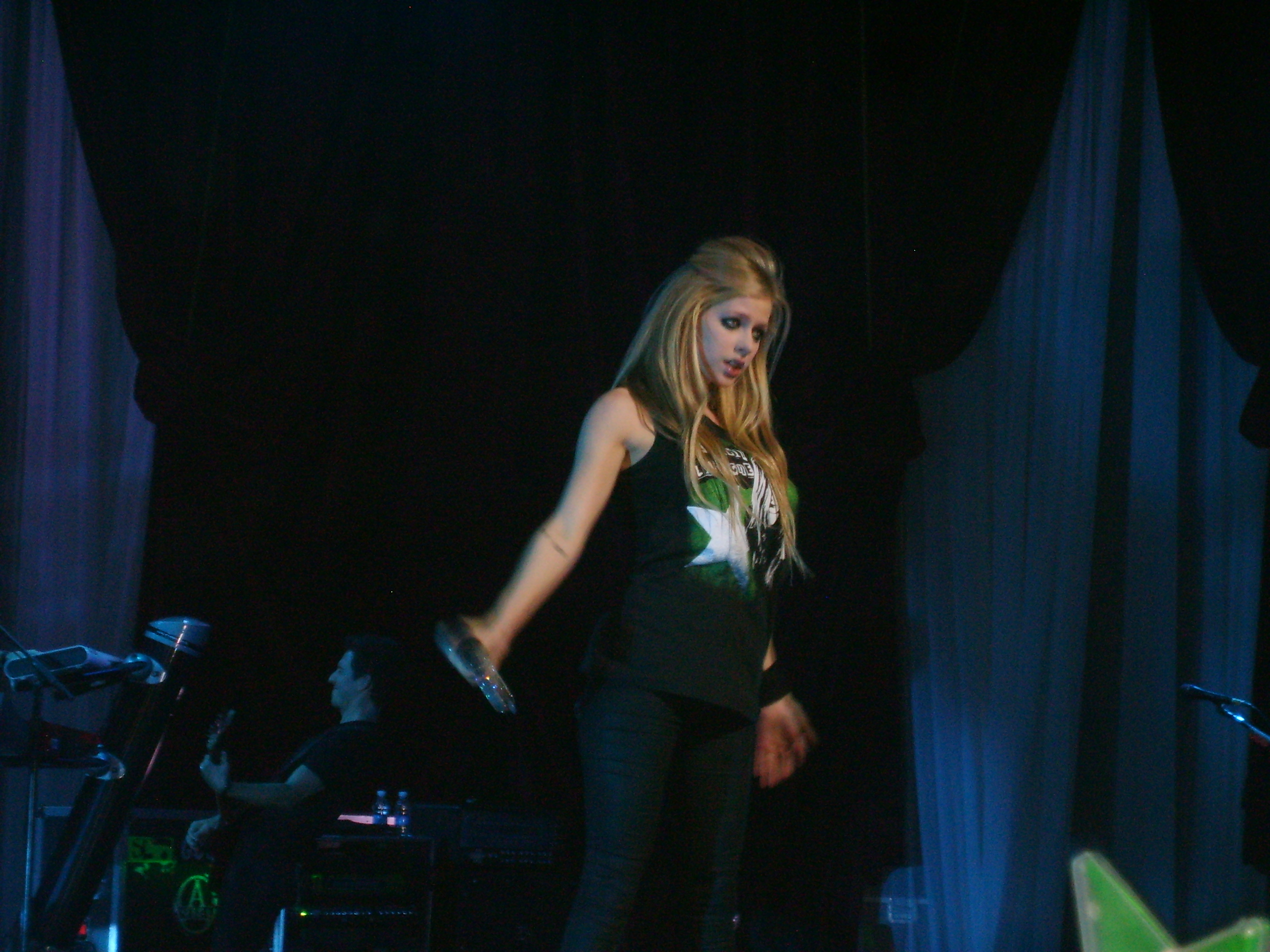
Avril São Pauloi koncertjén, a dal előadása közben.

A videó azzal veszi kezdetét, hogy az énekesnő egy fa parkettán fekszik, ami körül falevelek vannak. Mikor elkezd énekelni kezébe vesz egy gerberát, és elkezdi a szirmait letépni. Ezután a kezébe vesz egy öngyújtót, és leégeti azt. Az égő virágot, az óramutatóval ellentétes irányba elforgatja a levegőben, majd eldobja. Ahogy a refrénéhez ér a dal, Avril szeme könnyes lesz, és elkezd sírni. Miután kisírta a szemeit, befekszik a fürdőkádba, hogy öngyilkosságot kíséreljen meg. Mikor megkísérli azt, hirtelen feláll a kádból, és kilép onnan. A klip végén a csuromvizes énekesnő, az ablakon besütő napfény felé indul.

### A klip fogadtatása
A Billboard magazin egyik írója szerint, a videóklip túlságosan sötét. Leah Greenblatt a Entertainment Weekly-től az alábbit írta a videóról:„ Lavigne viselhetett volna vízálló szempillaspirált, a videóklip forgatása során, mert akkor nem lenne annyira filmszerű.” Marina Galperina az AOL írónője arra a következtetésre jutott, hogy az énekesnő előző két kislemezének videóklipjével ellentétben, a Wish You Were Here egy kicsit komor.
Derek Johnson a Long Island Press írója szerint, a dal videóklipjét azért nézték meg egy nap alatt több mint egymillióan, mert a művésznő egy másik oldalát mutatja meg a rajongóinak.

## Élő előadások
Lavigne a Good Morning America fellépője volt 2011. november 22-én. Két nappal később a Macy's Thanksgiving Day Parade, majd 28-án a Regis and Kelly, december 7-én pedig a The Rachael Ray Show című műsorban jelent meg.

## A kislemez dalai és formátuma
| 1. | Wish You Were Here                     | 3:45 |
| 2. | Wish You Were Here (akusztikus verzió) | 3:45 |

| 1. | Wish You Were Here                     | 3:45 |
| 2. | Wish You Were Here (akusztikus verzió) | 3:45 |
| 3. | Smile (akusztikus verzió)              | 3:33 |
| 4. | Wish You Were Here (zenei videó)       | 3:45 |

| 1. | Wish You Were Here                     | 3:45 |
| 2. | Wish You Were Here (akusztikus verzió) | 3:45 |
| 3. | Hello (album verzió)                   |      |
| 4. | Hello (akusztikus verzió)              |      |

## Slágerlistás helyezések
Még mielőtt kislemezként jelent meg, a Billboard Hot 100 kislemezlista 99. helyezését érte el a dal, a Canadian Hot 100-on 64. lett. Miután a rádiók sugározni kezdték, a Billboard listán 69. lett. Azóta 32. helyig jutott. A Canadian Hot 100 listán 98. helyről indult újra. Közel 350 000 példány kelt el a kislemezből az Egyesült Államokban.
| Slágerlista (2011-2012)                    | Legjobb helyezés |
| ------------------------------------------ | ---------------- |
| Belga kislemezlista (Flandria)             | 4                |
| Belga kislemezlista (Vallónia)             | 34               |
| Dél-koreai Gaon kislemezlista              | 6                |
| Kanadai Hot 100 kislemezlista              | 64               |
| Japán Hot 100 kislemezlista                | 90               |
| Magyarországi Rádiós Top 40 játszási lista | 35               |
| Orosz rádiós lista                         | 47               |
| Szlovák rádiós lista                       | 68               |
| USA Billboard Hot 100 lista                | 65               |
| USA Pop Songs lista                        | 30               |
| USA Adult Pop Songs lista                  | 20               |

## Megjelenések
| Ország             | Dátum                | Formátum           | Kiadó                   |
| ------------------ | -------------------- | ------------------ | ----------------------- |
| Új-Zéland          | 2011. július 31.     | Airplay            | Sony Music/RCA          |
| Ausztrália         | 2011. szeptember 9.  | Digitális letöltés | Sony Music/RCA          |
| Ausztria           | 2011. szeptember 9.  | Digitális letöltés | Sony Music/RCA          |
| Belgium            | 2011. szeptember 9.  | Digitális letöltés | Sony Music/RCA          |
| Hollandia          | 2011. szeptember 9.  | Digitális letöltés | Sony Music/RCA          |
| Írország           | 2011. szeptember 9.  | Digitális letöltés | Sony Music/RCA          |
| Mexikó             | 2011. szeptember 9.  | Digitális letöltés | Sony Music/RCA          |
| Luxemburg          | 2011. szeptember 9.  | Digitális letöltés | Sony Music/RCA          |
| Németország        | 2011. szeptember 9.  | Digitális letöltés | Sony Music/RCA          |
| Norvégia           | 2011. szeptember 9.  | Digitális letöltés | Sony Music/RCA          |
| Olaszország        | 2011. szeptember 9.  | Digitális letöltés | Sony Music/RCA          |
| Svájc              | 2011. szeptember 9.  | Digitális letöltés | Sony Music/RCA          |
| Új-Zéland          | 2011. szeptember 9.  | Digitális letöltés | Sony Music/RCA          |
| Franciaország      | 2011. szeptember 12. | Digitális letöltés | Sony Music/RCA          |
| Finnország         | 2011. szeptember 13. | Digitális letöltés | Sony Music/RCA          |
| Spanyolország      | 2011. szeptember 13. | Digitális letöltés | Sony Music/RCA          |
| Ausztrália         | 2011. szeptember 12. | Airplay            | Sony Music/RCA          |
| Lengyelország      | 2011. szeptember 12. | Airplay            | Sony Music/RCA          |
| Egyesült Királyság | 2011. október 23.    | Digitális letöltés | Epic Records            |
| Belgium            | 2011. október 31.    | Digitális letöltés | Sony Music/Epic Records |
| Egyesült Államok   | 2011. október 31.    | Digitális letöltés | Sony Music/Epic Records |
| Egyesült Királyság | 2011. október 31.    | Digitális letöltés | Sony Music/Epic Records |
| Franciaország      | 2011. október 31.    | Digitális letöltés | Sony Music/Epic Records |
| Görögország        | 2011. október 31.    | Digitális letöltés | Sony Music/Epic Records |
| Hollandia          | 2011. október 31.    | Digitális letöltés | Sony Music/Epic Records |
| Írország           | 2011. október 31.    | Digitális letöltés | Sony Music/Epic Records |
| Kanada             | 2011. október 31.    | Digitális letöltés | Sony Music/Epic Records |
| Luxemburg          | 2011. október 31.    | Digitális letöltés | Sony Music/Epic Records |
| Olaszország        | 2011. október 31.    | Digitális letöltés | Sony Music/Epic Records |
| Portugália         | 2011. október 31.    | Digitális letöltés | Sony Music/Epic Records |
| Spanyolország      | 2011. október 31.    | Digitális letöltés | Sony Music/Epic Records |
| Svájc              | 2011. október 31.    | Digitális letöltés | Sony Music/Epic Records |

## Fordítás
Ez a szócikk részben vagy egészben  a   Wish You Were Here (Avril Lavigne song) című angol Wikipédia-szócikk fordításán alapul.  Az eredeti cikk szerkesztőit annak laptörténete sorolja fel. Ez a jelzés csupán a megfogalmazás eredetét és a szerzői jogokat jelzi, nem szolgál a cikkben szereplő információk forrásmegjelöléseként.

## Külső hivatkozások
- (angolul) A Wish You Were Here videóklipje
- (angolul) Avril Lavigne zenei videói hivatalos Facebook-oldalán